# Saccharase

Division d'une molécule de saccharose en une molécule de fructose et une de glucose.

La saccharase ou sucrase est une enzyme qui scinde le saccharose en une molécule de fructose et une de glucose. Cette enzyme, sécrétée par les cryptes de Lieberkühn, est présente dans la muqueuse intestinale au niveau de l'intestin grêle.
Si la saccharase n'est pas présente dans l'intestin, on peut diagnostiquer une déficience en sucrase-isomaltase.
Chez les personnes atteintes de la maladie cœliaque, l'érosion des villosités intestinales peut entraîner une diminution des sécrétions de saccharase.